# 기소유
기소유(2017년 2월 16일 ~ )은 대한민국의 배우, 모델, 유튜버다.

## 출연

### 방송

#### 드라마
- 2018년 MBN 수목드라마 《마녀의 사랑》 - 어린 강초홍 역 (윤소희 아역)
- 2019년 tvN 월화드라마 《유령을 잡아라》 - 이만진의 셋째 딸 역
- 2020년 tvN 수목드라마 《오 마이 베이비》 - 나은 역
- 2020년 MBN 월화드라마 《나의 위험한 아내》 - 어린 노채림 역 (이효비 아역)
- 2021년 TV조선 주말드라마 《결혼작사 이혼작곡》 - 식당 아이 역
- 2021년 tvN 목요드라마 《슬기로운 의사생활 2》 - 승채 역
- 2022년 tvN 주말드라마 《우리들의 블루스》 - 손은기 역
- 2022년 TV조선 토요드라마 《마녀는 살아있다》 - 채경 역
- 2022년 KBS2 주말드라마 《삼남매가 용감하게》 - 어린 김태주 역 (이하나, 옥예린 아역)
- 2022년 ENA 수목드라마 《사장님을 잠금해제》 - 김민아 역
- 2023년 tvN 주말드라마 《이번 생도 잘 부탁해》 - 어린 윤초원 역 (하윤경 아역)
- 2023년 JTBC 수목드라마 《나쁜 엄마》 - 이예진 역
- 2023년 tvN 단막극 《O'PENing - 2시 15분》 - 조민하 역
- 2024년 MBC 일일드라마 《용감무쌍 용수정》- 어린 용수정/문수정 역 (엄현경 아역)
- 2025년 SBS 일일드라마 《나의 완벽한 비서》- 유별 역

#### 예능
- 2017년 유튜브 《기남매 TV》 (웹 예능) - 출연자 (2017.12.17~)
- 2021년 KBS 2TV 《슈퍼맨이 돌아왔다》 - 출연자 (2021.06.20)

### 영화
- 2019년 《82년생 김지영》 - 아영 대역 역
- 2020년 《도굴》 - 폭파 아이 역
- 2025년 《침범》 - 김소현 역

### 광고
- 2017년 삼성전자 삼성 갤럭시 노트 8 - 인피니티 디스플레이 편 (With 기은유)
- 2017년 서울특별시청 내일연구소 서울 (With 장윤주, 기은유)
- 2021년 테팔 에어포스 360 라이트 - 매일의 청소, 강하게! 가볍게! 손쉽게! 편 (With 정민준)
- 2022년 코리아테크 가히 - 한글날 캠페인 편 (With 윤여정)

## 가족 관계
- 오빠 : 기은유 (2013년 1월 17일 ~ )